# قصف سنغافورة (1941)
قصف سنغافورة كان هجومًا جويًا وقع في 8 ديسمبر 1941 وشنته سبعة عشر قاذفة قنابل من طراز جي3إم نيل تتبع مجموعة ميهورو الجوية (ميهورو كايغون كوكوتاي)، من البحرية الإمبراطورية اليابانية، وقد أقلعت القاذفات من تو داو موت في جنوب الهند الصينية. بدأ الهجوم حوالي الساعة 0430، بعد وقت قصير من إنزال القوات اليابانية في كوتا بارو، الملايو. أدرك حينها سكان سنغافورة أن الحرب اندلعت بالفعل في الشرق الأقصى.

### استشهادات
1. ↑  First bomb raid on Singapore، Chua, Alvin، 25 نوفمبر 2014، مؤرشف من الأصل في 2008-12-26، اطلع عليه بتاريخ 2010-01-20
2. ↑  Full text of "ZERO!"، E. P. Dutton & Co. r Inc.، مؤرشف من الأصل في 2022-04-08، اطلع عليه بتاريخ 2010-01-20

### كتب
- Lee, G. B. (1992). Syonan: Singapore under the Japanese 1942–1945 (pp. 18, 24). Singapore: Singapore Heritage Society.
- Singapore: An illustrated history 1941 – 1984 (p. 16). (1984). Singapore: Information Division, Ministry of Culture
- Tan, B. L. (1996). The Japanese Occupation 1942 – 1945: A pictorial record of Singapore during the war (pp. 16, 26–27). Singapore: Times Editions
- Stenman, Kari and Andrew Thomas. Brewster F2A Buffalo Aces of World War 2 (Aircraft of the Aces). Oxford, UK: Osprey Publishing, 2010. (ردمك 978-1-84603-481-7).
- Owen, Frank. The Fall of Singapore. Penguin Books, 2001. (ردمك 0-14-139133-2)
- Burton, John. Fortnight of infamy: the collapse of Allied airpower west of Pearl Harbor. Naval Institute Press, 2006. (ردمك 1-59114-096-X)

## وصلات خارجية
- الهجوم الجوي للبحرية الإمبراطورية اليابانية على سنغافورة، مايك يو